# 熊希古
熊希古（1460年—？年），字尚友，四川夔州府新寧縣（今開江縣）人。明朝政治人物。

## 生平
四川鄉試第十名舉人。弘治六年（1493年）中式癸丑科會試第二百五十二名，三甲第八十二名進士。八年六月授浙江天台知縣，歷官郎中，出守臨江，官至雲南兵備副使。

## 家族
曾祖熊志，祖熊震，父熊侃，監生。母趙氏。